# Eščё raz pro ljubov'
Eščё raz pro ljubov' (Ещё раз про любовь) è un film del 1968 diretto da Georgij Grigor'evič Natanson.